# Lindes och Ramsbergs bergslag

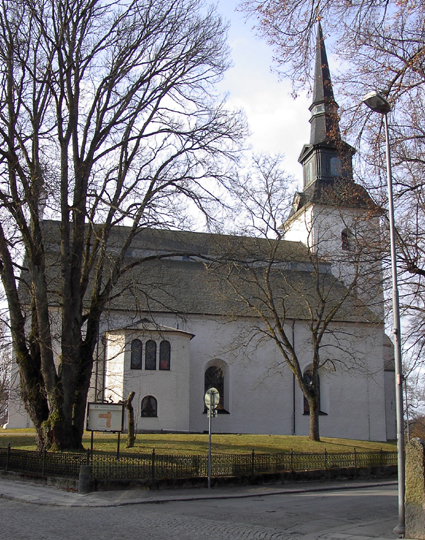
Lindesbergs kyrka

Lindes och Ramsbergs bergslag var ett  bergslag och härad i den västra delen av landskapet Västmanland. Bergslaget omfattade den norra delen av nuvarande Lindesbergs kommun, vilken är en del av Örebro län. Den totala arealen mätte 1 016 km² och befolkningen uppgick år 1910 till 13 601 invånare. Tingsställe var Lindesberg.

## Geografi
Lindes och Ramsbergs bergslag omfattade en vidsträckt region kring staden Lindesberg i söder och vidare upp mot trakten kring Kloten och gränsen mot landskapet Dalarna i norr. Området ligger omkring Storåns eller Lindeälvens mellersta lopp kring sjön Råsvalen, och Sverkestaåns övre lopp kring sjöarna Sör- och Norrmogen. Längst i norr finns sjön Stora Kloten. De norra delarna av bergslaget har länge varit en utpräglad  bergslagsbygd med höglänta och skogbeklädda åsar, som i söder utbreder sig till mer sumpiga skogsslätter. Bergslaget gränsade i söder till Fellingsbro härad, i sydväst till Nora och Hjulsjö bergslag och i nordväst till Nya Kopparbergs bergslag. I nordost låg Västerbergslags tingslag i nuvarande Dalarnas län och i öster Skinnskattebergs bergslag i Västmanlands län.
Bergslaget kringslöt en stad - Lindesbergs stad - som dock inte omfattades av dess jurisdiktion, men saknade i övrigt köpingar och municipalsamhällen. Största tätorten är numera Storå belägen 58 km norr om Örebro. 

### Socknar
Lindes och Ramsbergs bergslag omfattade två socknar.
- Lindesberg benämnt Linde efter 1927
- Ramsberg

Lindesbergs stad hade egen jurisdiktion, rådhusrätt till 1948 då den blev en del av detta härads jurisdiktion.

## Historia
Under förkristen tid utgjorde landskapet Västmanland ett eget folkland i Sveariket och i likhet med de övriga Mälarlandskapen delades det tidigt in i s.k. hundare, vilka under 1300-talet kom att betecknas som härader. Området befolkades under utflyttning från det uppländska folklandet Fjädrundaland och fordom torde åtminstone östra Västmanland också ha räknats till detta. Redan när landskapet Västmanland definierades under medeltiden räknades området kring Lindesberg som en del av detta och på 1300-talet fick det sitt bergsprivilegium, men redan år 1413 omnämns det som en del av förläningarna i Örebro. Namnet kommer av Lindesåsen och efterledet -berg av bergsbruk eller gruva, och avsåg ursprungligen hela bygden snarare än orten. Denna hette i sin tur Lindesås till år 1643 då den fick sina stadsrättigheter. Här låg även bergslagets tingsplats.
I området har bergsbruket och järnhanteringen länge varit den viktigaste näringen och det är oklart när den första bebyggelsen på platsen tillkom. År 1554 anlades en stångjärnshammare vid Dalkarlshyttan strax söder om orten. Läget vid åarna som via sjön Väringen i söder står i förbindelse med Arbogaån och Mälaren kom dock att innebära att platsen etablerades som handelsplats för Bergslagen långt innan den fick stadsrättigheter. Lindesbergs kyrka uppfördes under 1300-talet. Borgarna i Arboga såg sig gång på gång hotade av orten och begärde bl.a. år 1675 och 1719 att staden skulle ödeläggas, men trots en större bränder år 1688 och 1869 kom staden att förbli en viktig ort i mellersta Bergslagen. Under 1800-talet differentierades också näringslivet då flera manufakturer upprättas, och år 1871 öppnar järnvägsförbindelsen med Frövi som en del av Bergslagsbanan mot Ludvika. I bygden kring staden har en lång rad hyttor varit verksamma under århundradena. År 1550 byggdes den första stångjärnshammaren i Ramsbergs socken av den tyska bergsmannen och sedermera nämndemannen Ambrosius Markusson Keyser tillsammans med landsmännen Zeppenfeld. Ramshyttan som den kallades fick med tiden egen kyrka och herrgård. Mest kände invånare är mästertjuven Lasse-Maja som föddes på orten år 1785 och har en minnessten utanför kyrkan. Hyttan i Storå anläggs år 1813 och i närbelägna Guldsmedshyttan, där försök till silverbrytning gjorts redan år 1760, kom en mer storskalig silverproduktion igång år 1840. De bägge orterna har idag växt ihop till en tätort. Längre norrut utvecklades orten Stråssa kring en gruvbrytning som dock upphört, medan det i bruksorten Vedevåg numera tillverkas färg.

## Län, fögderier, domsagor, tingslag och tingsrätter
Häradet har från 1779 hört till Örebro län, innan dess Närkes och Värmlands län. Församlingarna tillhör(de) Västerås stift.
Häradets socknar hörde till följande fögderier:
- 1720-1856 Nora och Linde fögderi
- 1856-1966 Linde fögderi
- 1967-1990 Lindesbergs fögderi

Häradets socknar tillhörde följande domsagor, tingslag och tingsrätter:
- 1680-1898 Lindes och Ramsbergs bergslags tingslag inom
  - 1680-1771 Norra Närkes domsaga
  - 1772-1854 Nora, Ljusnarsbergs, Linde/Ramsbergs och Grythytte häraders domsaga
  - 1855-1998 Lindes domsaga (Linde och Ramsberg, Nya Kopparberg samt Fellingsbro härader)
- 1899-1950 Lindes domsagas tingslag i Lindes domsaga
- 1951-1970 Lindes och Nora domsagas tingslag i Lindes och Nora domsaga (Grythytte/Hällefors, Nora/Hjulsjö, Fellingsbro, Nya Kopparbergs samt Linde och Ramsbergs härader)

- 1971-2005  Lindesbergs tingsrätt och dess domsaga
- 2005- Örebro tingsrätt och dess domsaga

### Webbkällor
- Bergmästarberättelser över gruvorna i Linde och Ramsbergs Bergslag, 2009-04-06, kl. 09:54
- Nationella arkivdatabasen för uppgifter om fögderier, domsagor, tingslag och tingsrätter